# Maniža Dawlat
Maniža Dawlat (tádžicky Манижа Давлат, anglicky Manizha Davlat; * 31. prosince 1982 v Kuljóbu, Tádžická sovětská socialistická republika, Sovětský svaz) je populární tádžická zpěvačka.

## Životopis
Pochází z města Kuljób, umístěného jižně od Dušanbe. Po maturitě nastoupila na Fakultu cizích jazyků Kuljóbské státní univerzity, ale v roce 2001 se přestěhovala do Dušanbe, aby zde studovala žurnalistiku na Tádžické národní univerzitě, jež ukončila v roce 2006. Svou sólovou kariéru popové zpěvačky skvěle odstartovala v roce 2001 a během krátké doby se stala hvězdou domácího šoubyznysu. Pěvecký talent Manižy brzo překročil i hranice vlasti. Maniža se těší oblibě nejen v Tádžikistánu, ale i v sousedních persky mluvících státech (Afghánistán, Írán) a v zemích Střední Asií. Údajně je Maniža milenkou prezidenta Tádžikistánu Emómalího Rahmóna.